# Бачурін Федір Гнатович
Фе́дір Гна́тович Бачу́́рін (1922—1945) — радянський військовик часів Другої світової війни, командир танка 3-го танкового батальйону 9-ї гвардійської танкової бригади 1-го гвардійського механізованого корпусу, гвардії лейтенант. Герой Радянського Союзу (1945).

## Життєпис
Народився 8 серпня 1922 року в селі Борщень, нині Большесолдатського району Курської області Росії, в селянській родині. Росіянин. Здобув середню освіту. Працював на одному з заводів у місті Макіївка Донецької області.
До лав РСЧА призваний у 1941 році. У 1943 році закінчив Камишинське танкове училище. Учасник німецько-радянської війни з 1943 року: командир танка Т-34 3-го танкового батальйону 9-ї гвардійської танкової бригади. Брав участь у визволенні України, зокрема, у Корсунь-Шевченківській операції, а також у бойових діях на території Румунії та Угорщини. Член ВКП(б) з 1944 року.
11 січня 1945 року танк під командуванням гвардії лейтенанта Ф. Г. Бачуріна у складі 3-го танкового батальйону перебував у обороні поселеного пункту Замой. Після артилерійської підготовки супротивник пустив близько 100 танків і самохідних гармат в обхід поселення Замой. Оцінивши складність обстановки, що склалася, Ф. Г. Бачурін вирішив вивести свій танк з укриття й, підпустивши ворога на відстань 500—800 метрів, вступив у вогневий поєдинок з 21 танком супротивника. У нерівному поєдинку екіпаж танка під командуванням гвардії лейтенанта Ф. Г. Бачуріна підбив 3 важких танки супротивника, але й сам був упритул розстріляний.
Похований у місті Замой, медьє Феєр, Угорщина.

## Нагороди
Указом Президії Верховної Ради СРСР від 29 червня 1945 року «за зразкове виконання бойових завдань командування на фронті боротьби з німецькими загарбниками та виявлені при цьому відвагу і героїзм», гвардії лейтенантові Бачуріну Федору Гнатовичу присвоєно звання Героя Радянського Союзу (посмертно).
Нагороджений орденом Леніна (29.06.1945).

## Вшанування пам'яті
Ім'ям Федора Бачуріна названа одна з вулиць у місті Макіївка Донецької області.